# Butterfly (miniserie televisiva)
Butterfly è una miniserie televisiva britannica del 2018, creata da Tony Marchant e diretta da Anthony Byrne.

## Trama
La serie racconta la complessa relazione che vive una coppia di genitori separati, Vicky e Stephen, che si trova ad affrontare la richiesta di avviare il processo di cambio di sesso da parte del figlio minore Max, che fin da piccolissimo si sente una bambina intrappolata in un corpo maschile.

## Puntate
| n° | Titolo    | Prima TV UK     | Prima TV Italia  |
| -- | --------- | --------------- | ---------------- |
| 1  | Episode 1 | 14 ottobre 2018 | 17 dicembre 2018 |
| 2  | Episode 2 | 21 ottobre 2018 | 17 dicembre 2018 |
| 3  | Episode 3 | 28 ottobre 2018 | 17 dicembre 2018 |

## Personaggi e interpreti
- Vicky Duffy, interpretata da Anna Friel.
- Peter Duffy, interpretato da Sean McGinley.
- Lily Duffy, interpretata da Millie Gibson.
- Paula, interpretata da Lorraine Burroughs.
- Gemma, interpretata da Amy Huberman.
- Barbara, interpretata da Alison Steadman.
- Stephen Duffy, interpretato da Emmett J. Scanlan.
- Max/Maxine Duffy, interpretato da Callum Booth-Ford.

## Produzione
Le riprese della serie sono iniziate l'8 gennaio 2018 e sono state effettuate a Manchester, al Metrolink di Manchester e al Boston Medical Center.

## Distribuzione
La miniserie è stata trasmessa sul canale ITV dal 14 al 28 ottobre 2018, mentre in Italia è andata in onda interamente su Fox Life il 17 dicembre 2018.